# Une famille chinoise
Pour plus de détails, voir Fiche technique et Distribution.
Une famille chinoise (左右, Zuǒ yòu, littéralement « Gauche droite ») est un film chinois réalisé par Wang Xiaoshuai, sorti en 2007.

## Synopsis
Le film suit un couple divorcé vivant dans la Chine contemporaine qui découvre que sa fille est en train de mourir d'une leucémie. Les médecins les informent que l'enfant ne peut être sauvé qu'avec une greffe de cellules souches provenant du cordon ombilical d'un frère ou d'une sœur. Mais depuis leur divorce, les deux parents se sont remariés. Cette situation entraîne alors des tensions émotionnelles dans les deux mariages.

## Fiche technique
- Titre original : 左右, Zuǒ yòu
- Titre français : Une famille chinoise
- Réalisation et scénario : Wang Xiaoshuai
- Photographie : Wu Di
- Musique : Dou Wei
- Pays d'origine : Chine
- Genre : drame
- Durée : 115 minutes
- Date de sortie : 2007

## Distribution
- Liu Weiwei : Mei Zhu
- Zhang Jia-yi : Xiao Lu
- Yu Nan : Dong Fan
- Cheng Taishen : Lao Xie
- Zhang Chuqian : Hehe
- Gao Yuanyuan : la professeure d'école